# Coluber constrictor
La culebra corredora constrictor (Coluber constrictor) es una especie de serpiente que pertenece a la familia Colubridae. Es nativa del sur de Canadá, Estados Unidos, México, norte de Guatemala y Belice.

## Subespecies
Han sido descritas las siguientes subespecies:
- Coluber constrictor anthicus (Cope, 1862)
- Coluber constrictor constrictor (Linnaeus, 1758)
- Coluber constrictor etheridgei (Wilson, 1970)
- Coluber constrictor flaviventris (Say, 1823)
- Coluber constrictor foxii (Baird & Girard, 1853)
- Coluber constrictor helvigularis (Auffenberg, 1955)
- Coluber constrictor latrunculus (Wilson, 1970)
- Coluber constrictor mormon (Baird & Girard, 1852)
- Coluber constrictor oaxaca (Jan, 1863)
- Coluber constrictor paludicola (Auffenberg & Babbitt, 1955)
- Coluber constrictor priapus (Dunn & Wood, 1939)